# Empogona kirkii
Empogona kirkii är en måreväxtart som beskrevs av Joseph Dalton Hooker. Empogona kirkii ingår i släktet Empogona och familjen måreväxter.

## Underarter
Arten delas in i följande underarter:
- E. k. junodii
- E. k. kirkii